# Gorom
Gorom (Gorong) is een eiland in de Molukken. Het is 66 vierkante km groot en het hoogste punt is 340 m.
Het eiland ligt ten oosten van het eiland Ceram. Tussen Gorom en Ceram ligt het eiland Geser. Op Gorom wordt het Geser-Gorom gesproken.

## Zoogdieren
De volgende zoogdieren komen er voor:
- Phalanger orientalis
- Pteropus chrysoproctus
- Pteropus melanopogon (onzeker)
- Aselliscus tricuspidatus
- Rhinolophus keyensis